# تريفور مانينغ
تريفور مانينغ (بالإنجليزية: Trevor Manning)‏ هو لاعب هوكي الحقل نيوزيلندي، ولد في 19 ديسمبر 1945.

## وصلات خارجية
- تريفور مانينغ على موقع أوليمبيديا (الإنجليزية)